# Хабу (община)
Община Хабу (на шведски: Habo kommun) е разположена в лен Йоншьопинг, южна Швеция с обща площ 464 km2 и население 10 975 души (към 31 декември 2013). Административен център на община Хабу е едноименния град Хабу.